# Festung IJmuiden

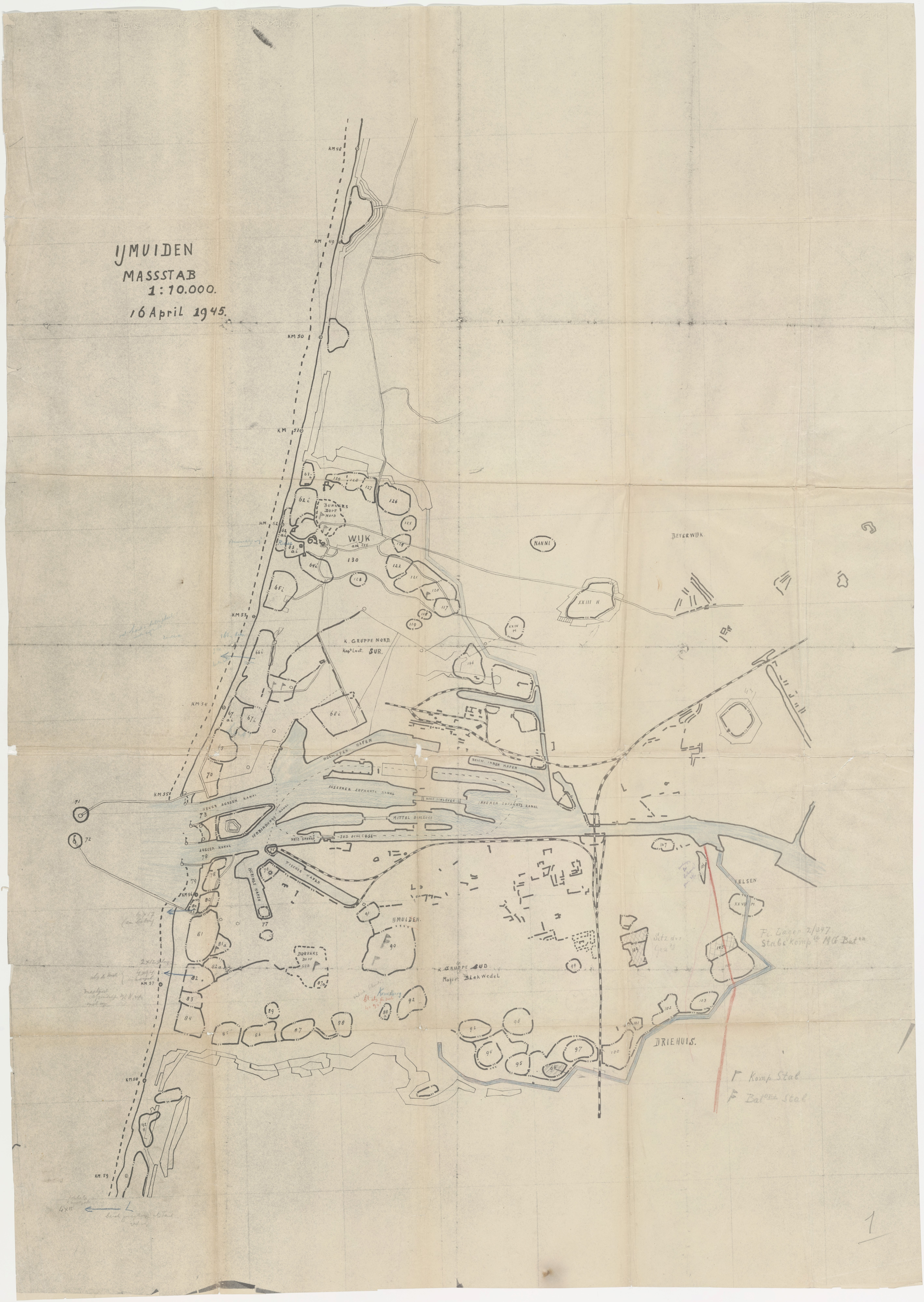
Kaart van de Festung IJmuiden; 16 april 1945.

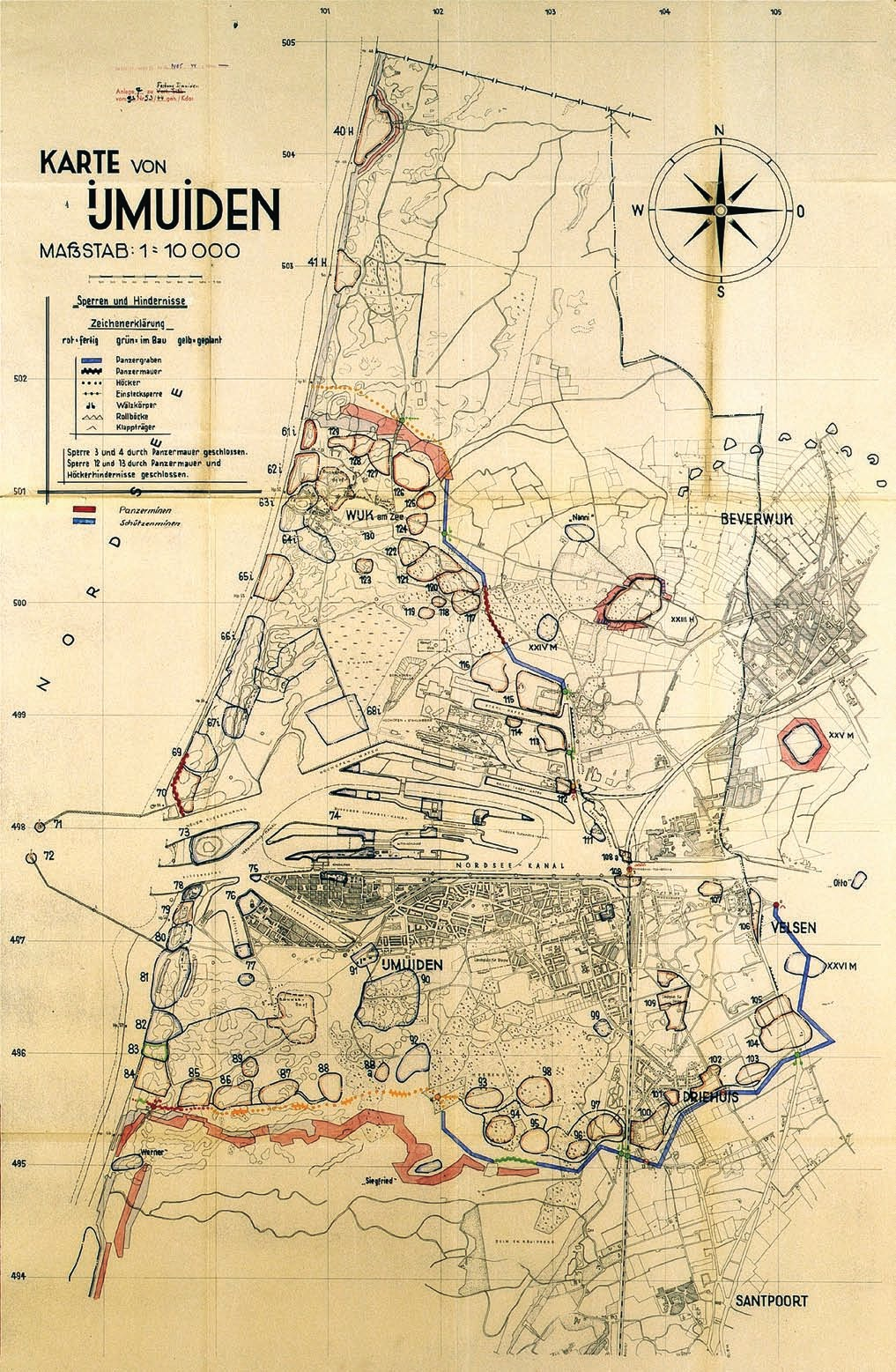
Kaart van de Festung IJmuiden; 1944-1945.

De Festung IJmuiden was een complex van vestingwerken in en om IJmuiden dat door Nazi-Duitsland werd aangelegd.
Kort na de Duitse bezetting in 1940 werden er al in de duinen nabij IJmuiden verdedigingswerken aangelegd. Vanaf 1942 kwam de aanleg van de Atlantikwall op gang, die Duitsland en de bezette landen van West-Europa moest beschermen tegen een geallieerde invasie vanuit zee. De kustverdediging werd van een defensieve naar een offensieve verdedigingslinie uitgebouwd. Als onderdeel van de Atlantikwall, de reikte van het noorden van Noorwegen tot aan de grens van Frankrijk met Spanje, waren vooral de rivier- en havenmonden van groot strategisch belang. Dit gold ook voor de haven van IJmuiden. Nederland werd in verschillende Stützpunktgruppe verdeeld, waarbij Hoek van Holland en IJmuiden werden aangewezen en uitgebouwd tot de Festung Hoek van Holland en de Festung IJmuiden.
De Festung IJmuiden was ongeveer 8 × 8 kilometer groot en omvatte de plaatsen IJmuiden, Wijk aan Zee, Velsen-Noord, Velsen-Zuid en Driehuis. Aan de zeezijde werd er gebouwd aan het Seefront, bestaande uit de kustbatterijen Marine-Flakbatterie Duinenberg, de Seezielbatterie Wijk aan Zee, Seezielbatterie Heerenduin en de Marine-Flakbatterie Olmen. Ook op het uit 1888 daterende tussengelegen Fort bij IJmuiden op het Forteiland, onderdeel van de Stelling van Amsterdam, werd een zware kustbatterij aangelegd.
Rondom de Festung werd er een Landfront gebouwd bestaande uit een groot aantal weerstandsnesten. Deze werden onderling verbonden door mijnenvelden, anti-tankmuren en -grachten, mitrailleursnesten en bunkers. Ook werden daar Flakbatterijen gebouwd, zoals de Marine-Flakbatterie Süd-Ost, de Marine-Flakbatterie Beverwijk en de Marine-Flakbatterie Kreuzberg.
In de haven van IJmuiden werden twee grote ‘’Schnellbootbunkers’’ gebouwd ten behoeve van Schnellboote, die hier waren gestationeerd. Ook was er een Torpedobunker.
In Wijk aan Zee werd een radarstation gebouwd met de naam Mammutgerät Wijk aan Zee. Er stonden hier enkele radars opgesteld, zoals een grote Mammut en enkele Würzburgriese radars.
Het commando over de Festung werd gevoerd vanuit het park Schoonenberg in Driehuis, waar de Regimentsgefechtsstand was gevestigd. Hier zijn nog altijd enkele zwaar uitgevoerde bunkers aanwezig, met een muurdikte van 3 meter gewapend beton.
In de Festung IJmuiden zijn circa 1.300 bunkers gebouwd, verspreid over circa 80 stellingen. Er zijn tankmuren gebouwd met een totale lengte van circa 2,5 kilometer en tankgrachten met een totale lengte van circa 7,5 kilometer. Voorts nog circa 900 meter aan drakentanden.
Van de 187 bomvrije bunkers zijn er ongeveer 100 bewaard gebleven. Van de circa 1.100 dunwandige bunkers, is minder dan de helft bewaard gebleven. Deze liggen grotendeels al dan niet ondergronds verstopt in het duinlandschap. Van diverse bunkers is het bestaan en de ligging (nog) onbekend.
In het Bunker Museum IJmuiden is veel te zien over de Festung IJmuiden, inclusief een aantal bunkers die zijn te bezoeken.
Zie ook: Festung Hoek van Holland

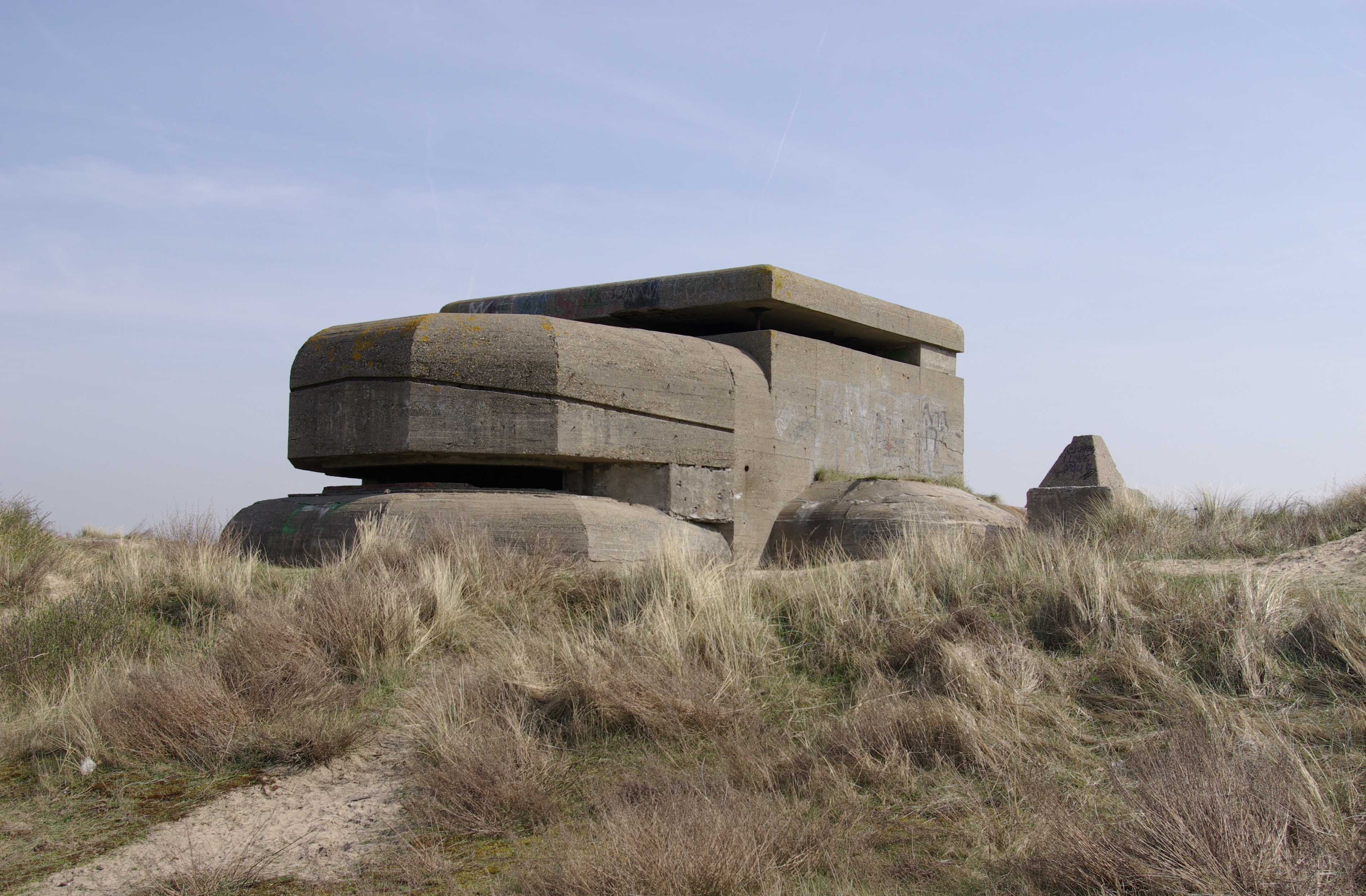
Seezielbatterie Heerenduin; 2010.
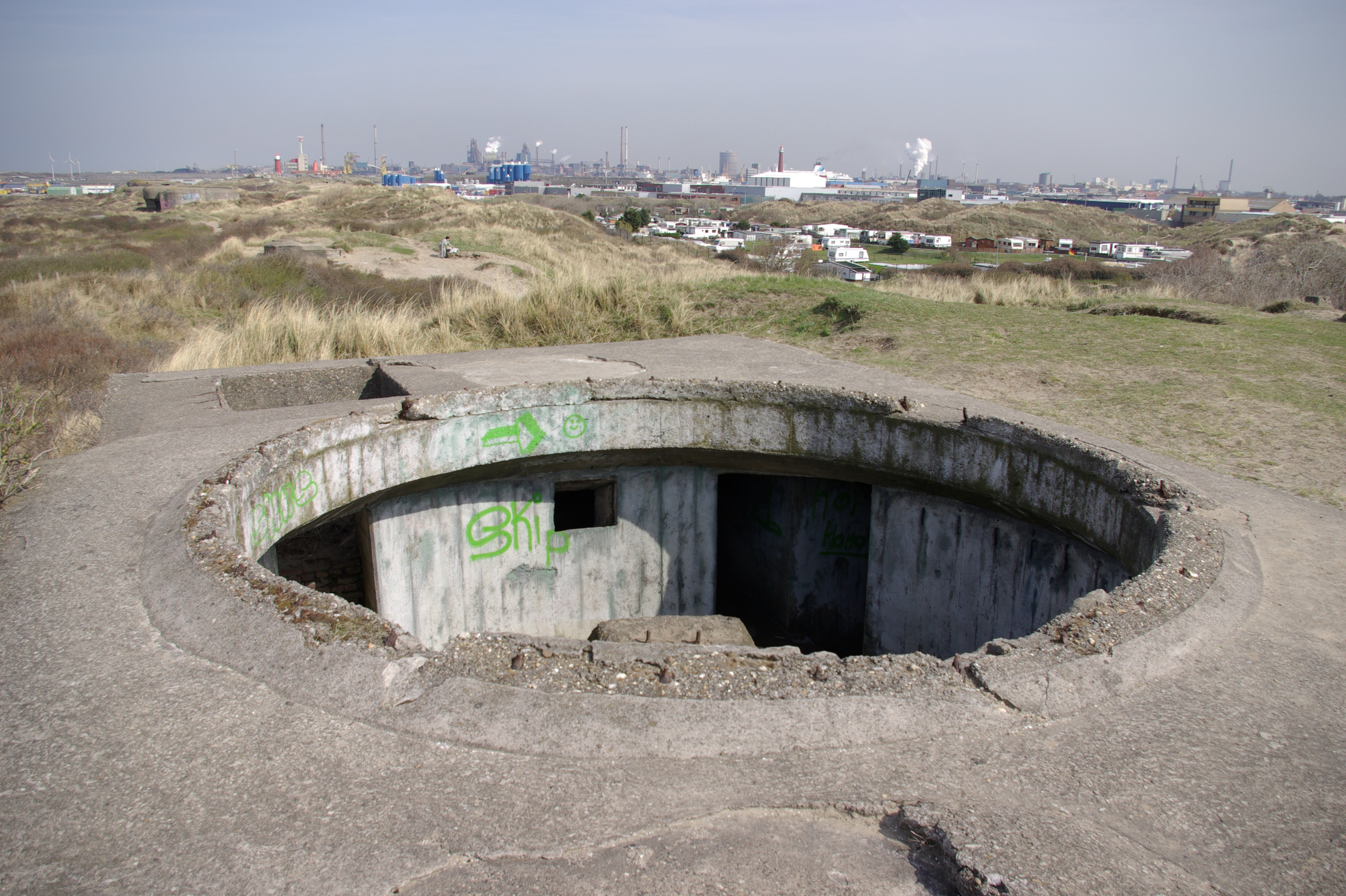
Batterie Olmen; 2010.
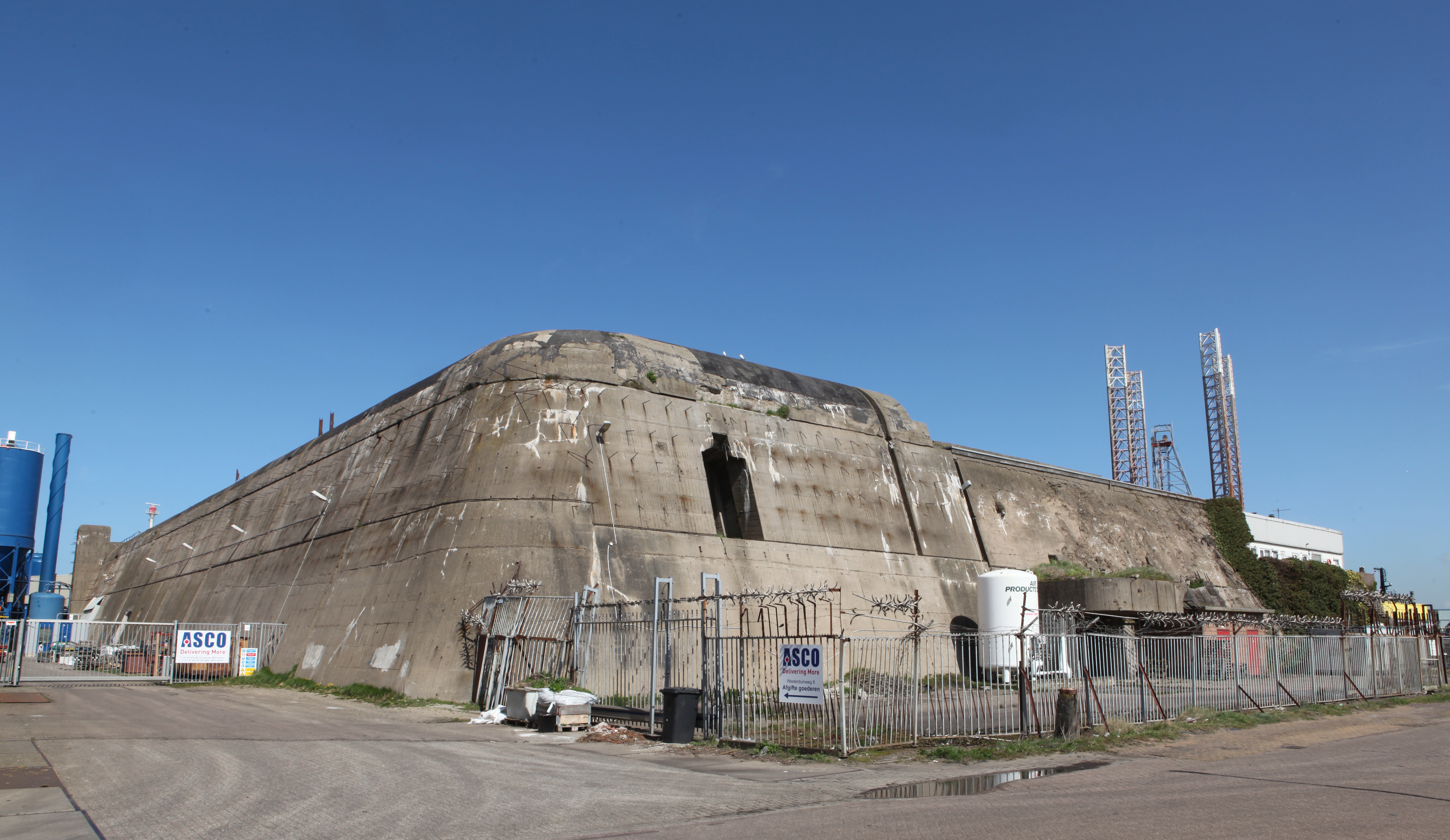
Schnellbootbunker II; 2012.
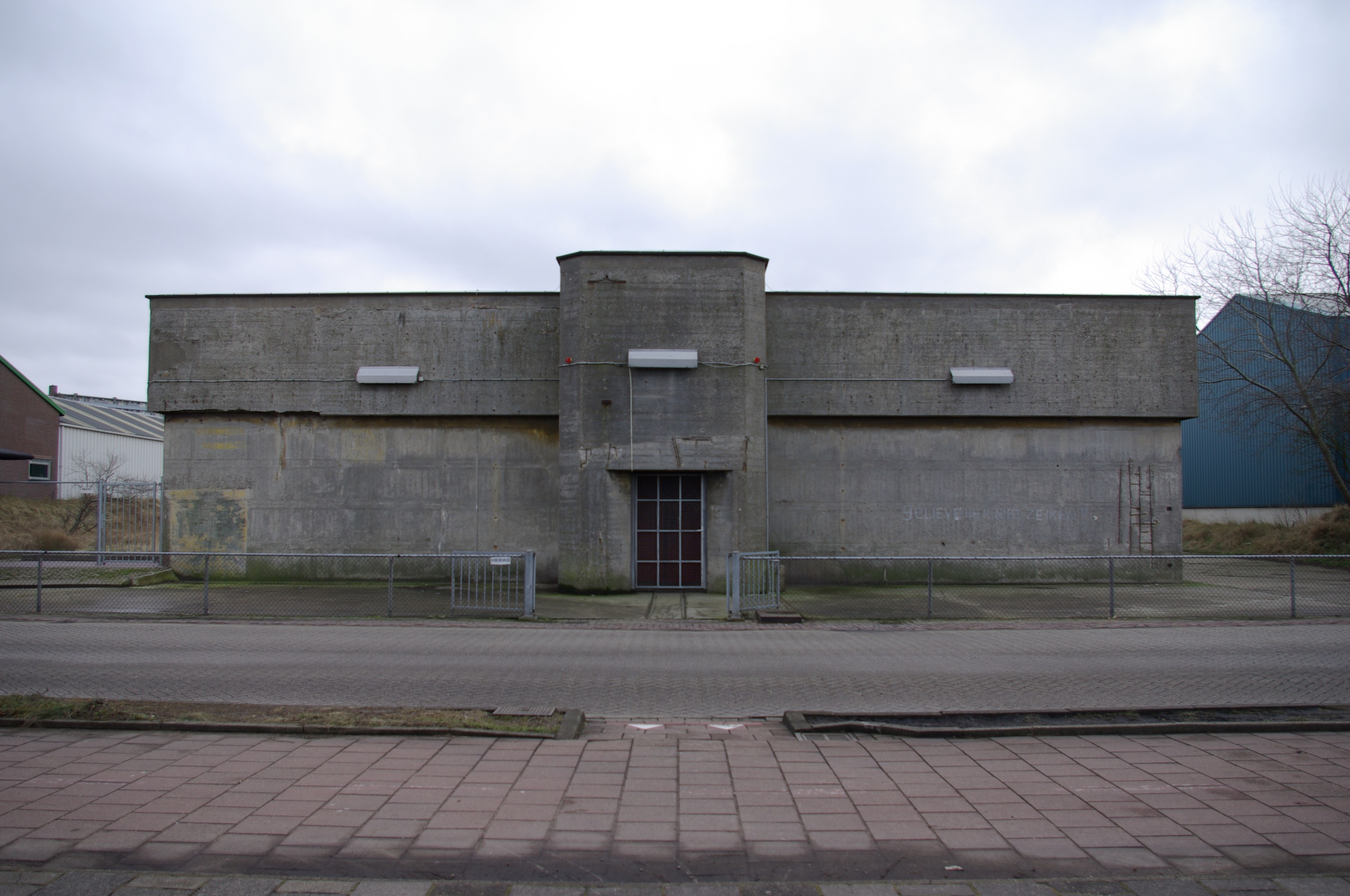
Torpedobunker; 2009.